# Medyka Rozrządowa
Medyka Rozrządowa – przystanek osobowy w Medyce, w województwie podkarpackim, w Polsce. Stacja przyjmuje i formuje pociągi towarowe, normalno i szerokotorowe. Od 1 września 2016 przywrócono połączenie pasażerskie Przemyśl Główny – Medyka.

## Galeria

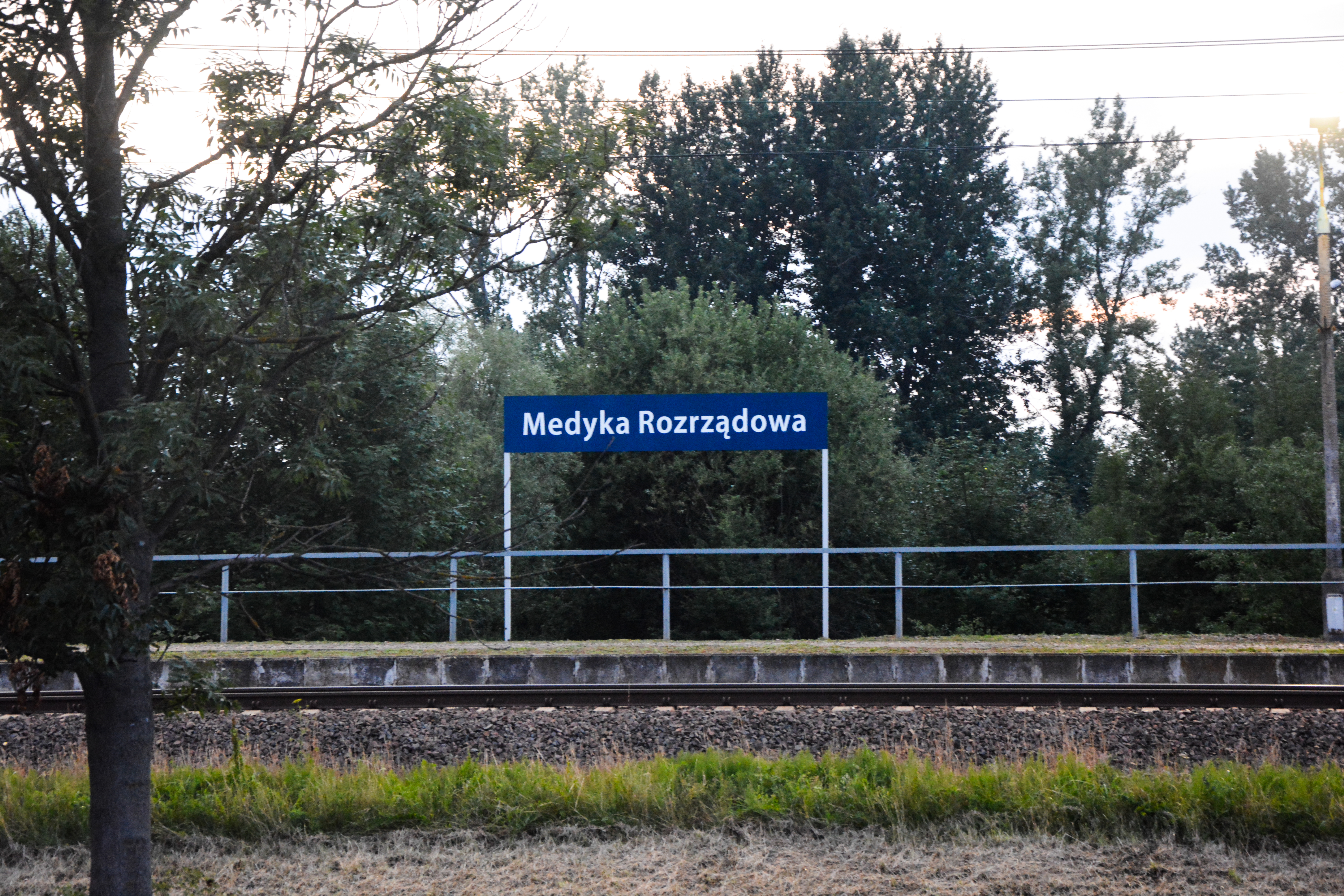
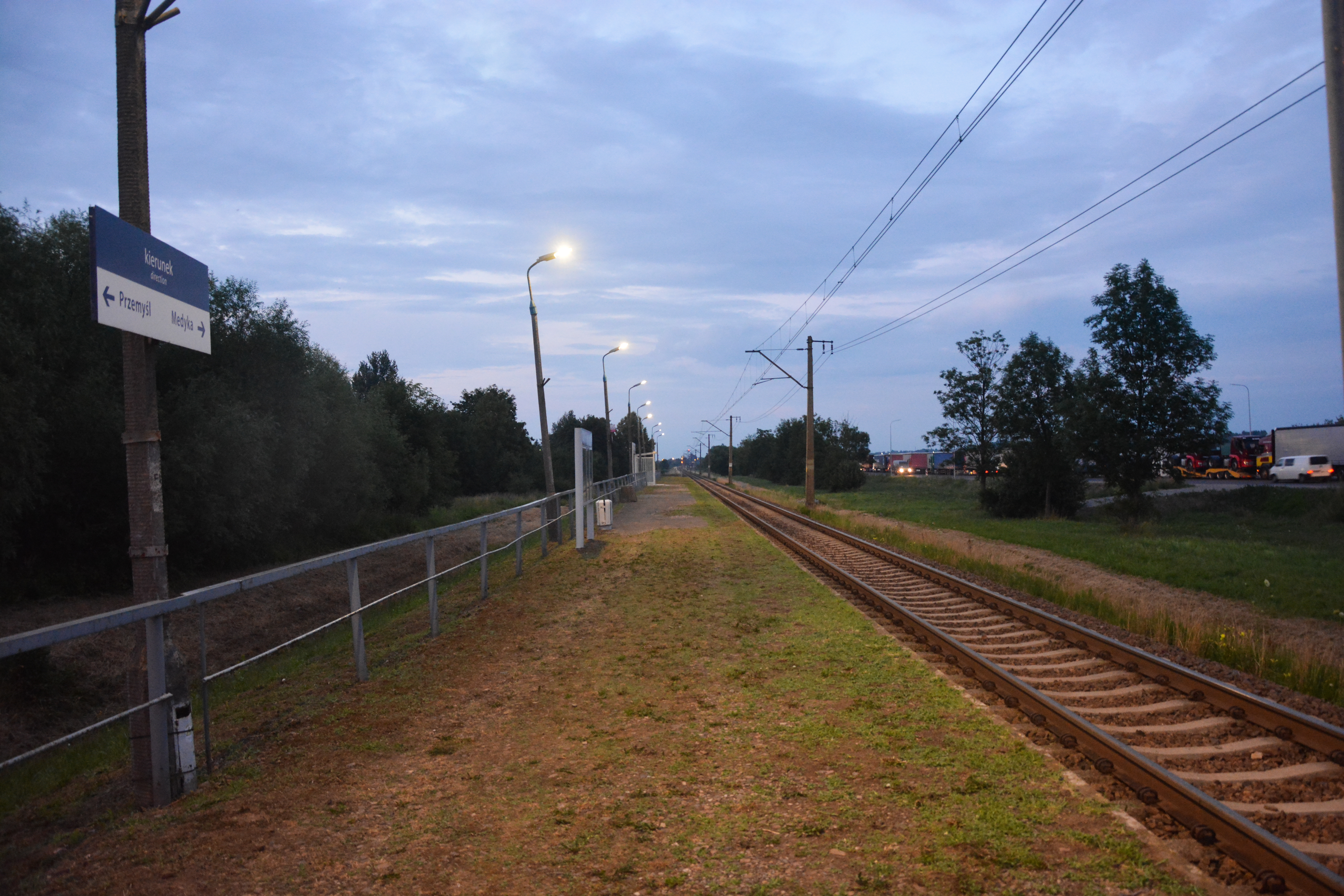
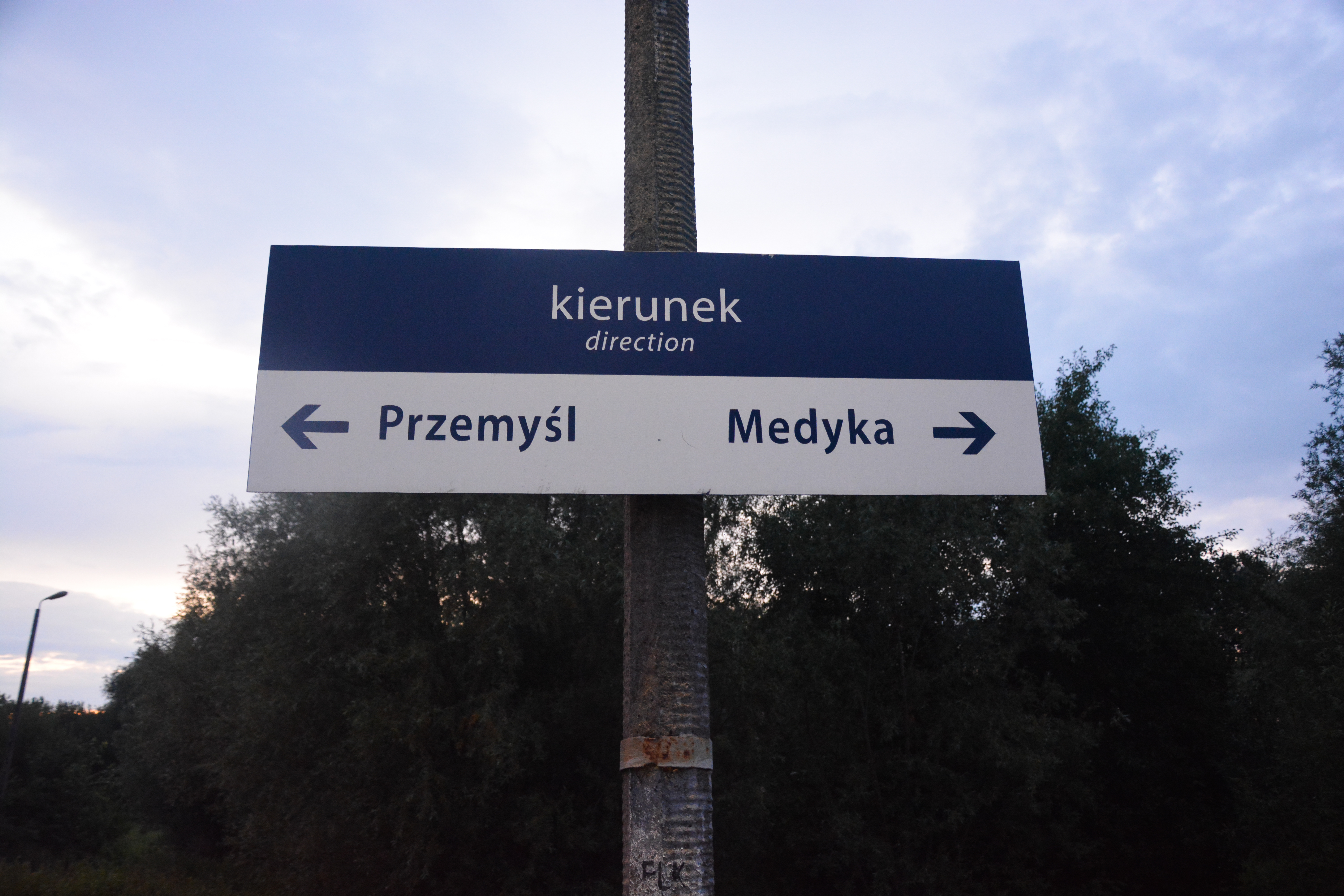
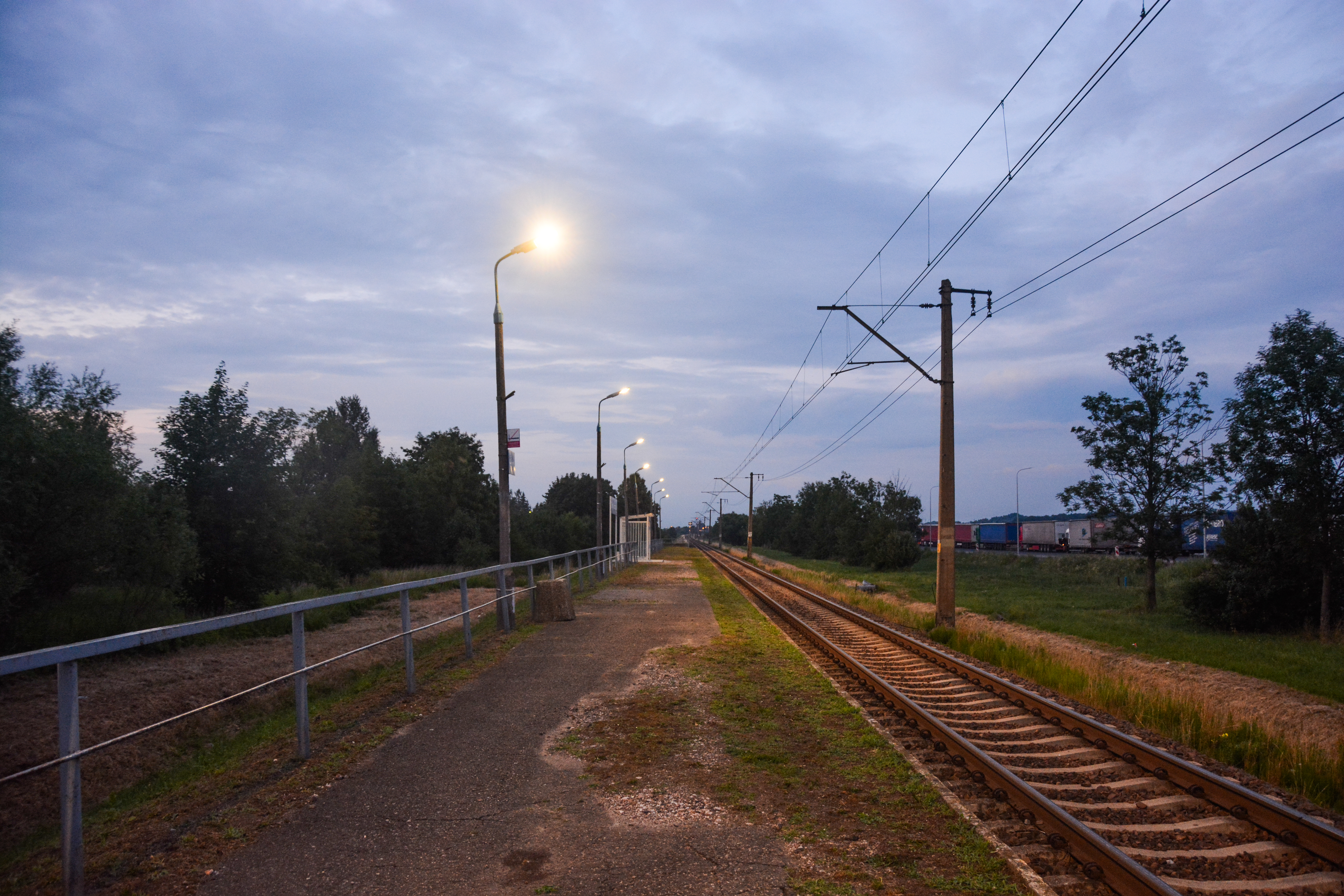
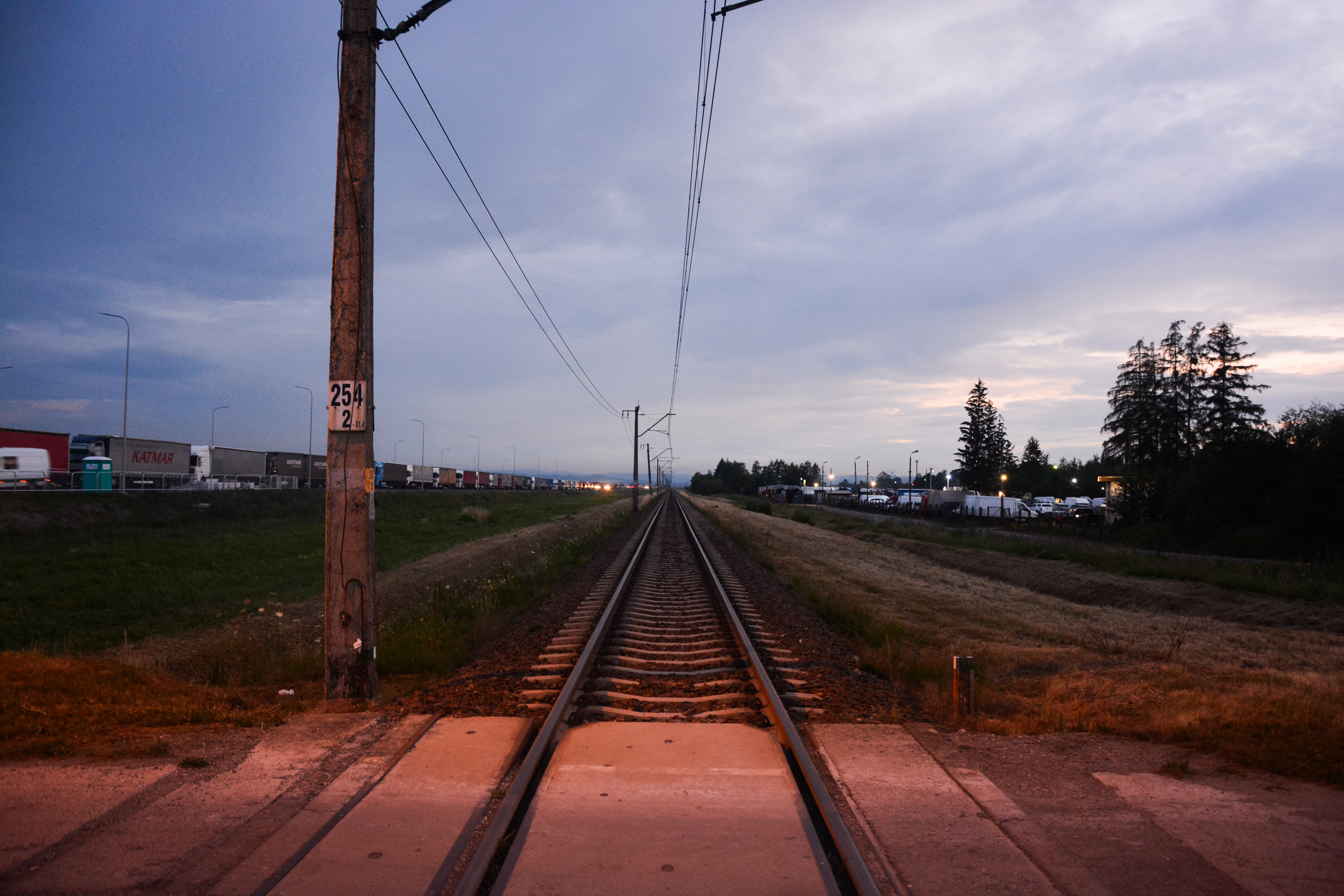
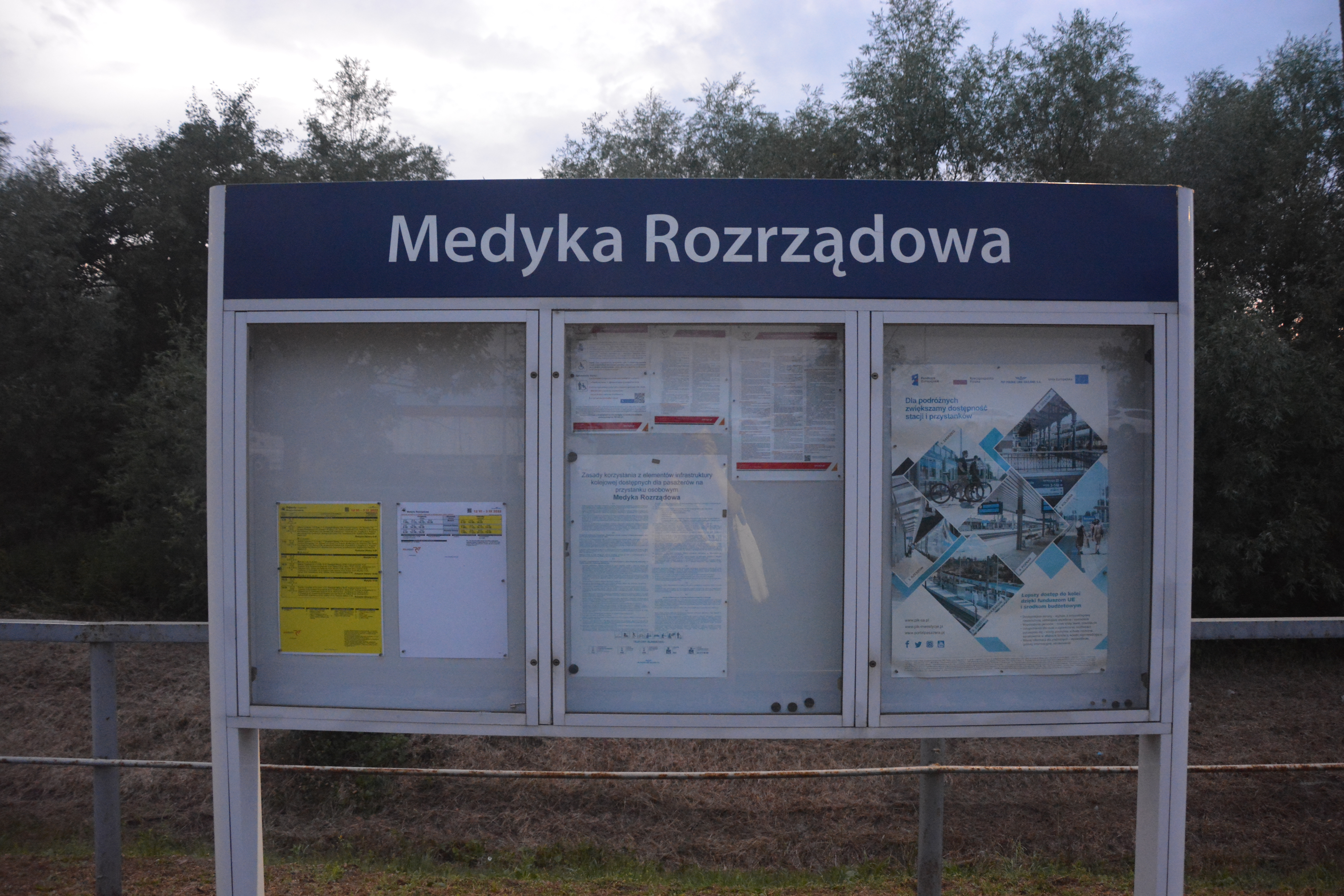